# Come il gabbiano Jonathan
Come il gabbiano Jonathan è un doppio album di Riccardo Zara pubblicato, in occasione del suo 70º compleanno, nel 2016 dalla 3F.

## Tracce
CD1
1. Come il gabbiano Jonathan
2. Una vita alla giornata
3. L'anima al diavolo
4. Non si può cancellare un amore
5. Il cuore in prigione
6. Resurrezione
7. Grazie papà
8. Poesia alla mamma
9. L'ultima estate
10. Il mendicante
11. Come il gabbiano Jonathan (slow)
12. Come il gabbiano Jonathan (medium)

CD2
1. Tutti in Italia
2. Mister tango man
3. Voglio imparare la rumba
4. Un pomeriggio al Cinema
5. Un vecchio 45 giri
6. Viaggio in Brasile
7. Soli in un'oasi
8. Forza ragazzi
9. Un rock'n roll all'Elvis Presley
10. Slow mixer dance